# Èze
Èze (occitanska: Esa) är en kommun i departementet Alpes-Maritimes i södra Frankrike, på Franska rivieran öster om Nice (och väster om Monaco). Kommunens yta är 9,47 km² och invånarantalet år 2006 var 2932.
Den pittoreska byn och turistorten Èze ligger drygt 400 meter över havet och är känd för sitt vackra läge. Vid kusten ligger samhället Èze-sur-Mer. Kommunens högsta punkt ligger cirka 700 meter över havet.

## Se även

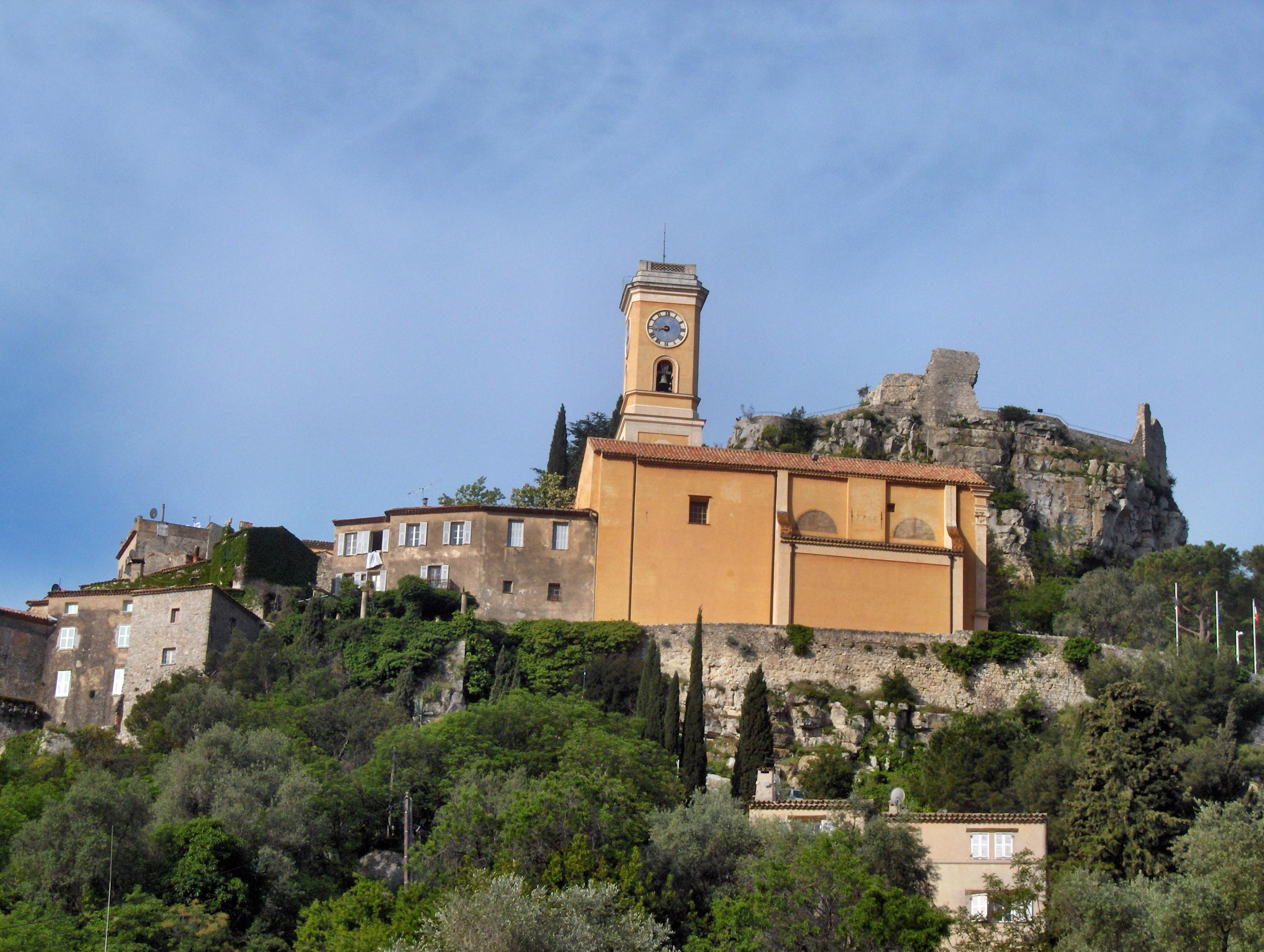
Èze

## Befolkningsutveckling
Antalet invånare i kommunen Èze
| Referens: INSEE |

## Galleri

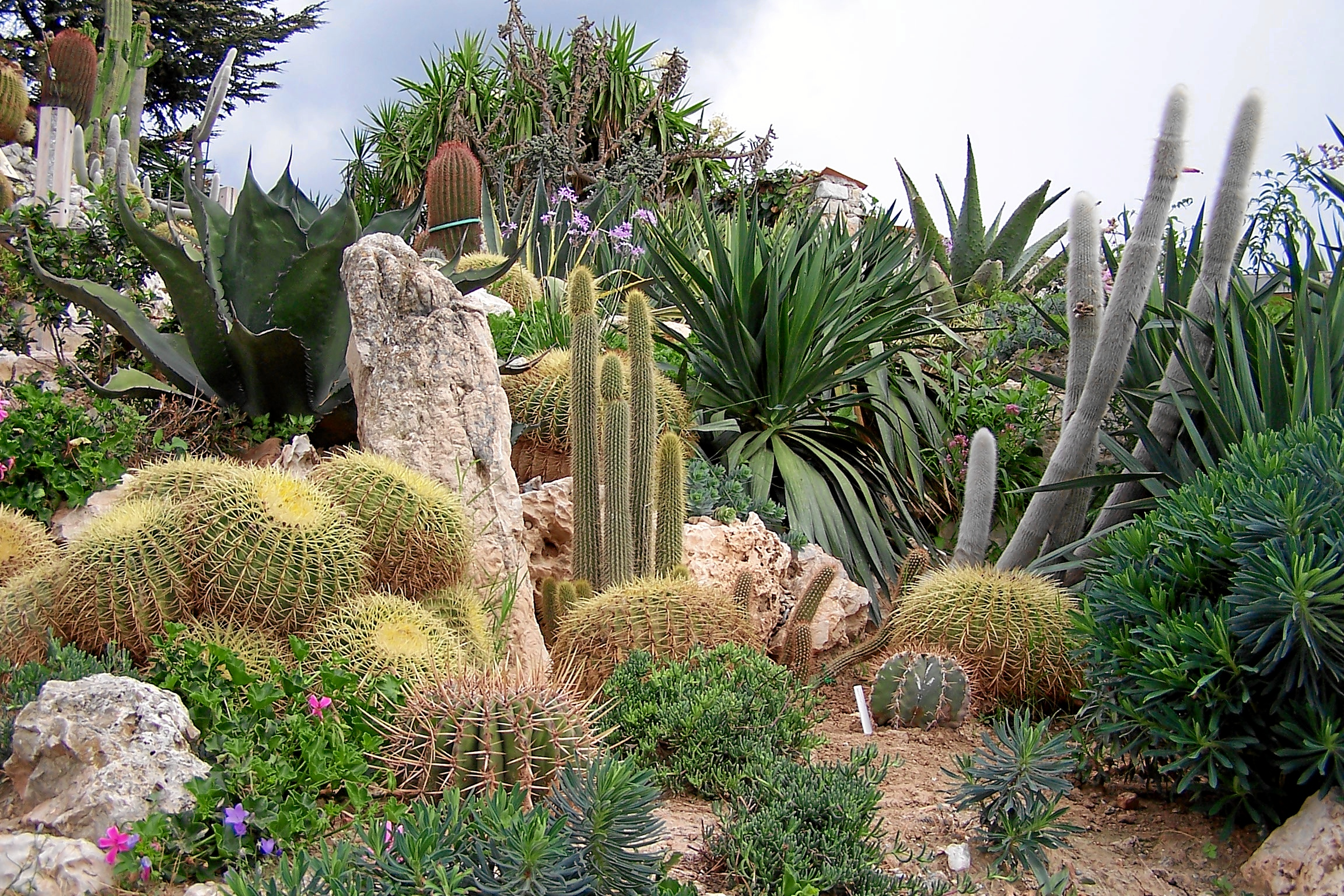
Den exotiska trädgården
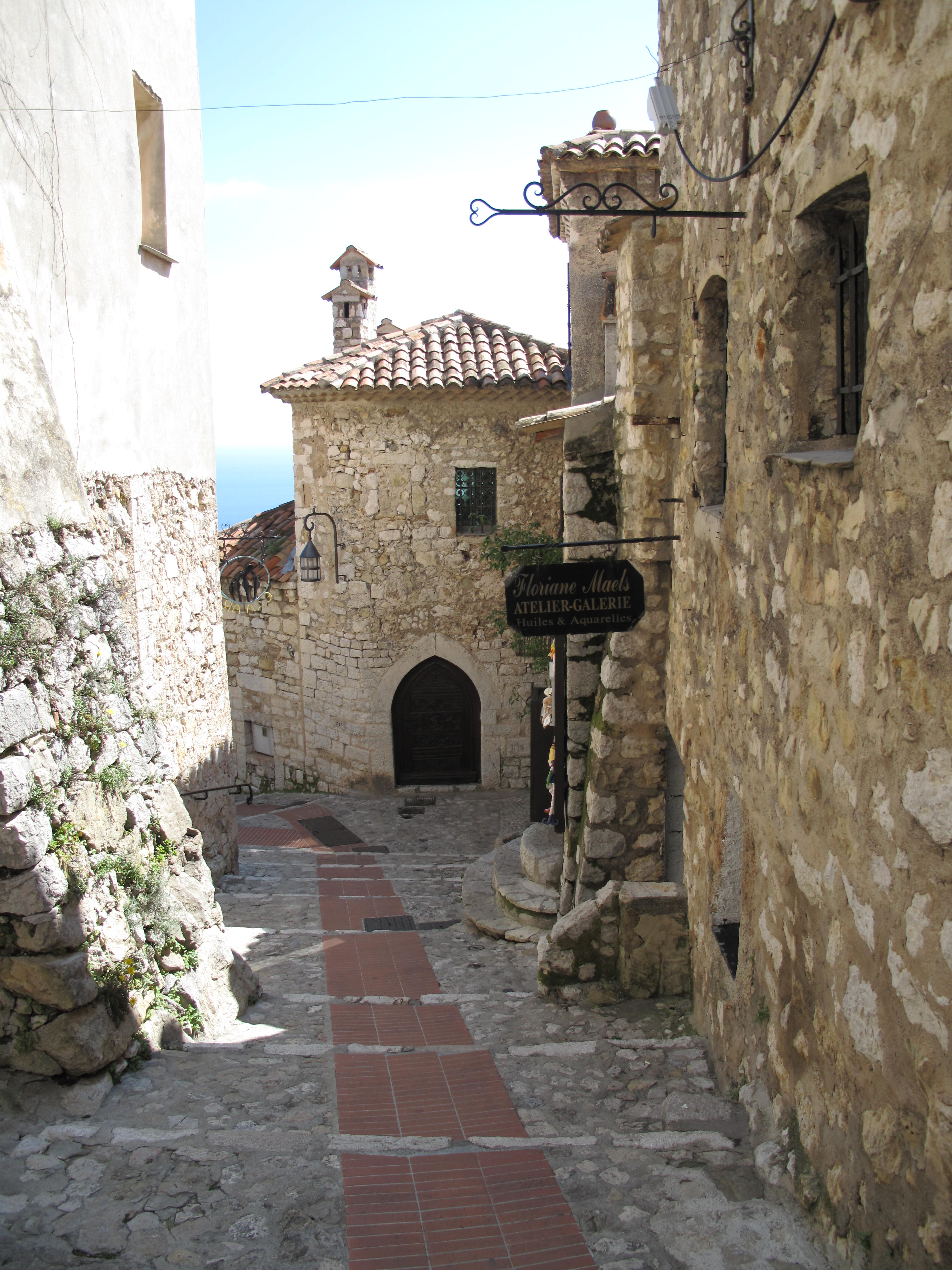
Typisk gatubild
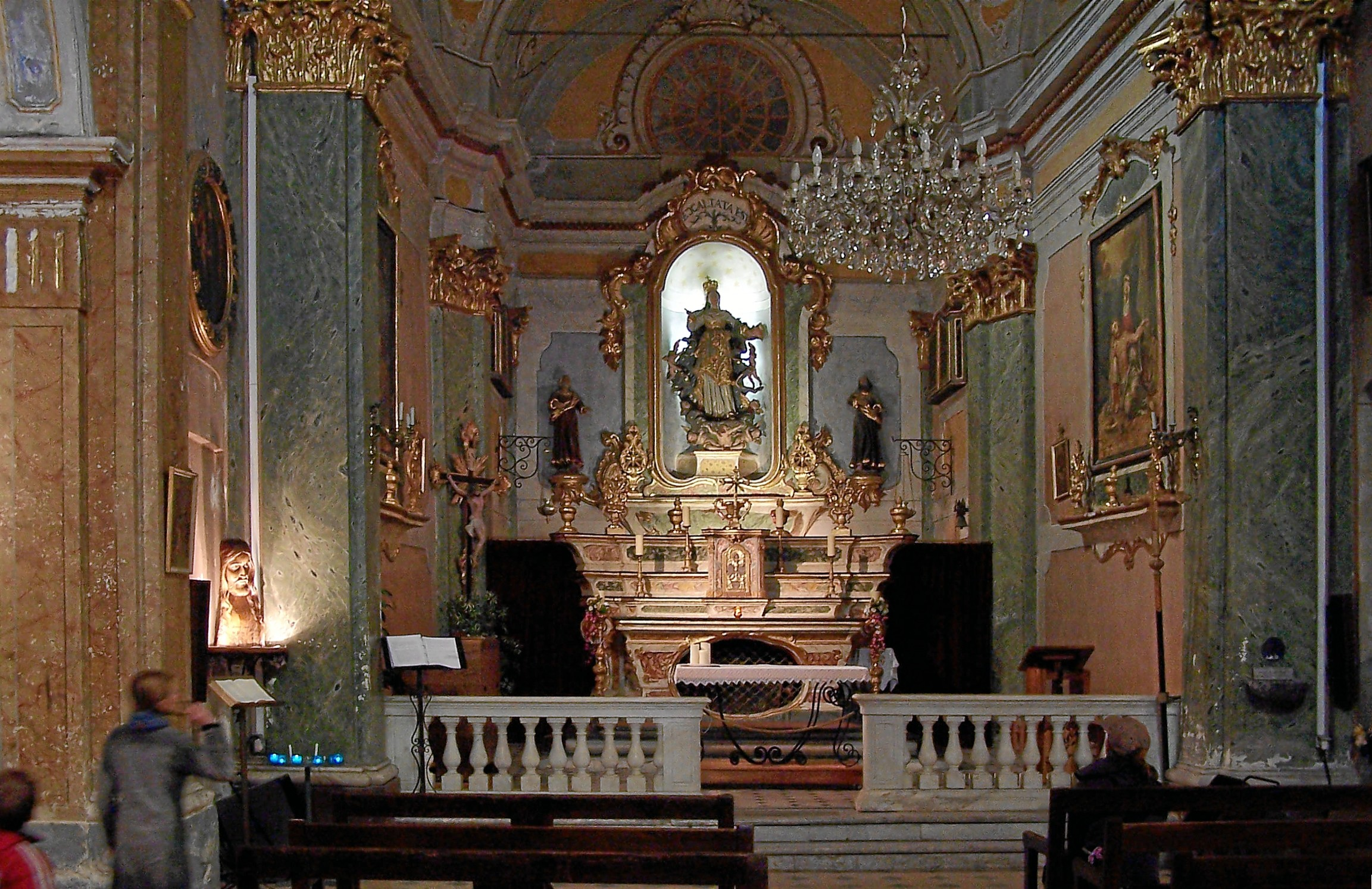
Interiör av kyrkan